# یوریک (میزوری)
یوریک (به انگلیسی: Urich) یک شهر در ایالات متحده آمریکا است که در شهرستان هنری، میزوری واقع شده‌است. یوریک ۱٫۰۴ کیلومتر مربع مساحت و ۵۰۵ نفر جمعیت دارد و ۲۴۰ متر بالاتر از سطح دریا واقع شده‌است.